# Gavampati
Gavampati (IAST: Gavāṃpati) est un des premiers disciples du bouddha. Il est aussi reconnu qu'il a atteint le nirvana et avait des pouvoirs extraordinaires.